# The Stone Roses (альбом)
 The Stone Roses  — дебютний альбом британського гурту The Stone Roses, випущений 1989 року у Великій Британії. 

## Треклист
Всі пісні були написані Ієном Брауном та Джоном Сквайром.

### Британське видання 1989 року
1. «I Wanna Be Adored» — 4:52
2. «She Bangs the Drums» — 3:42
3. «Waterfall» — 4:37
4. «Don't Stop» — 5:17
5. «Bye Bye Badman» — 4:00
6. «Elizabeth My Dear» — 0:59
7. «(Song for My) Sugar Spun Sister» — 3:25
8. «Made of Stone» — 4:10
9. «Shoot You Down» — 4:10
10. «This Is the One» — 4:58
11. «I Am the Resurrection» — 8:12

### Американське видання 1989 року
Виданий 23 червня 1989 року.
1. «I Wanna Be Adored» — 4:52
2. «She Bangs the Drums» — 3:42
3. «Elephant Stone» (Британська сингл-версія) — 3:04
4. «Waterfall» — 4:37
5. «Don't Stop» — 5:17
6. «Bye Bye Badman» — 4:00
7. «Elizabeth My Dear» — 0:59
8. «(Song for My) Sugar Spun Sister» — 3:25
9. «Made of Stone» — 4:10
10. «Shoot You Down» — 4:10
11. «This Is the One» — 4:58
12. «I Am the Resurrection» — 8:12

### Американське перевидання 1989
Виданий у листопаді 1989 року.
1. «I Wanna Be Adored» — 4:52
2. «She Bangs the Drums» — 3:42
3. «Elephant Stone» (Британська сингл-версія) — 3:04
4. «Waterfall» — 4:37
5. «Don't Stop» — 5:17
6. «Bye Bye Badman» — 4:00
7. «Elizabeth My Dear» — 0:59
8. «(Song for My) Sugar Spun Sister» — 3:25
9. «Made of Stone» — 4:10
10. «Shoot You Down» — 4:10
11. «This Is the One» — 4:58
12. «I Am the Resurrection» — 8:12
13. «Fools Gold» (UK 12" версія) — 9:53

### Британське перевидання 1991 року
1. «I Wanna Be Adored» — 4:52
2. «She Bangs the Drums» — 3:42
3. «Waterfall» — 4:37
4. «Don't Stop» — 5:17
5. «Bye Bye Badman» — 4:00
6. «Elephant Stone» (Британська сингл-версія) — 3:04
7. «Elizabeth My Dear» — 0:59
8. «(Song for My) Sugar Spun Sister» — 3:25
9. «Made of Stone» — 4:10
10. «Shoot You Down» — 4:10
11. «This Is the One» — 4:58
12. «I Am the Resurrection» — 8:12
13. «Fools Gold» (UK 12" версія) — 4:15